# Dongrekbergen
De Dongrekbergen  (Khmer: ជួរភ្នំដងរែក, Chuor Phnom Dângrêk; Thai: ทิวเขาพนมดงรัก, Thio Khao Phanom Dong Rak,  [tʰiw kʰǎw pʰanom doŋ rák]) zijn een gebergte dat voor het grootste gedeelte de grens vormt tussen Cambodja en Thailand. Het gebergte loopt globaal in een oostwest richting. Het gebergte begint in het Khao Yai nationaal park daar waar de noordzuid lopende Phetchabunbergen eindigen. Het gebergte heeft relatief steile hellingen en pieken tot 700 meter hoog.
In de bergketen liggen een aantal ruïnes daterend uit de tijd van het Khmer-rijk. De meest bekende is de Preah Vihear. Deze tempel is onderdeel van een grensconflict geweest tussen Cambodja en Thailand. Er zijn een aantal belangrijke bergpassen die ervoor zorgden dat er een makkelijke verbinding mogelijk was tussen het hartland van dit rijk rond het Tonlé Sapmeer en de vruchtbare valleien van de rivieren Mun en Chi in de regio Isaan van hedendaags Thailand. Via deze passages onderhielden de Khmer ook een belangrijke verbindingsweg tussen de tempelsteden Angkor en Phimai.
In de jaren 90 van de 20e eeuw was de Cambodjaanse kant van dit gebergte een van de laatste toevluchtsoorden van de Rode Khmer.